# Incidente da Escola Ariel
O Incidente da Escola Ariel refere-se ao avistamento de um, ou mais OVNIs, em 16 de setembro de 1994, em Ruwa, Zimbabwe. Sessenta e dois alunos da Escola Ariel, com idades entre seis e doze anos, afirmaram ter visto várias naves prateadas descendo do céu e pousando em um campo perto de sua escola. Algumas crianças afirmaram que criaturas vestidas de preto teriam se aproximado das crianças e comunicaram-lhes telepaticamente  uma mensagem com um tema ambiental.

## Contexto
Ruwa é um pequeno centro agrícola localizado a cerca de 22 km da capital, Harare. A Ariel School é uma escola particular cara. Os alunos representavam "uma secção transversal de zimbabuanos": crianças africanas negras de várias tribos, crianças mulatas, crianças asiáticas (cujos avós eram da Índia) e crianças brancas, na sua maioria zimbabuanas, mas cujos pais eram ou da África do Sul ou da Grã-Bretanha.
Dois dias antes deste incidente em Ariel, houve vários relatos de avistamentos de OVNIs no sul da África. Há relatos de uma bola de fogo brilhante voando no céu à noite. A investigadora local Cynthia Hind registrou outros  avistamentos  na época, incluindo um em  plena luz do dia por um menino e a sua mãe e a visão de criaturas estranhas na estrada por um motorista de camião.

## O incidente
Às 10h do dia 16 de Setembro de 1994, quando parte dos alunos da Escola Ariel estavam no recreio do meio da manhã, e os professores da escola estavam em reunião, segundo os relatos das crianças uma ou mais naves prateadas vieram do céu  e pousaram  num campo ali perto. Uma ou mais criaturas, vestidas de preto e de baixa estatura, com olhos enormes, desembarcaram das naves, aproximaram-se  das crianças e transmitiram telepaticamente uma mensagem.
Quando as crianças voltaram para a aula, contaram aos professores o que tinham visto, mas foram ignoradas. Quando voltaram para casa, contaram aos pais. Alguns desses pais vieram à escola no dia seguinte para discutir o que havia acontecido.
O  correspondente da BBC no Zimbabwe, Tim Leach, visitou a escola em 19 de setembro para filmar entrevistas com alunos e funcionários. Cynthia Hind visitou a escola em 20 de setembro. Ela entrevistou algumas das crianças e pediu-lhes que fizessem desenhos do que tinham visto.  Ela relatou que todas as crianças lhe contaram a mesma história.
Em novembro, John Mack, professor de psiquiatria da Universidade de Harvard, visitou a Escola Ariel para entrevistar as testemunhas. De acordo com as entrevistas de Cynthia Hind, Tim Leach e John Mack, 62 crianças entre os seis e doze anos de idade afirmaram ter visto pelo menos um OVNI. Os detalhes básicos dos avistamentos foram bastante consistentes, embora nem todos os detalhes fossem. Conforme as descrições das crianças, os tripulantes das naves (um ou dois) eram pequenas figuras de cerca de um metro de altura, com grandes olhos e cabelos pretos lisos e compridos. Usavam fatos pretos justos. Embora os professores tenham sido alertados, na altura ninguém acreditou nas crianças e nenhum deles abandonou a reunião que decorria.
Algumas crianças afirmaram que criaturas saíram da nave e aproximaram-se das crianças, fazendo com que algumas fugissem. De acordo com as entrevistas de Mack, a criatura ou criaturas comunicaram então telepaticamente às crianças uma mensagem ambiental, antes de voltarem à embarcação e voarem para longe.